# 托尔·克里斯滕森
托尔·克里斯滕森（丹麥語：Thor Kristensen，1980年6月4日—），丹麦男子赛艇运动员。他曾代表丹麦参加2004年夏季奥林匹克运动会赛艇比赛，获得男子轻量级四人单桨无舵手金牌。